# Baćevac
Baćevac (en serbe cyrillique : Баћевац) est un village de Serbie situé dans la municipalité de Barajevo et sur le territoire de la ville de Belgrade. Selon les données du recensement de 2011, il compte 1 942 habitants,.

## Géographie

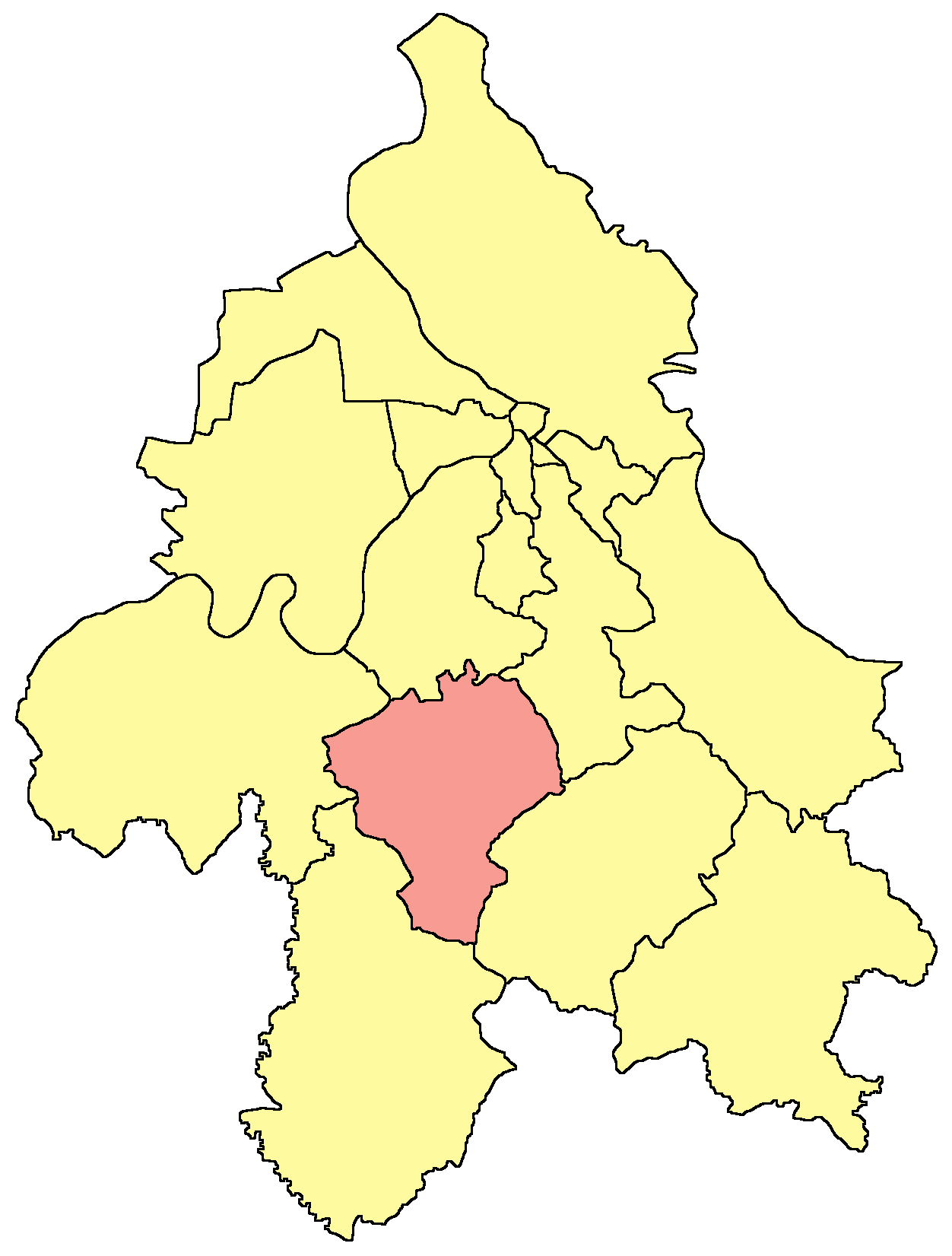
Localisation de la municipalité de Barajevo dans la ville de Belgrade

Le village est situé en bordure de la forêt de Lipovica. Il est entouré par les localités suivantes.
|               | Guncati               |         |
| Meljak Vranić | Baćevac               | Guncati |
|               | Šiljakovac Boždarevac |         |

## Histoire
Dans le village, l'église de la Sainte-Trinité a été construite en 1882 près des ruines d'une église en bois datant de la première moitié du XIXe siècle ; elle est probablement due à l'architecte Dušan Živanović et est caractéristique du premier style néo-byzantin ; en raison de sa valeur architecturale, elle est inscrite sur la liste des monuments culturels protégés de la république de Serbie (n° d'identifiant SK 1945) et sur la liste des biens culturels de la ville de Belgrade,.

## Démographie

### Évolution historique de la population
| 1948  | 1953  | 1961  | 1971 | 1981  | 1991  | 2002  | 2011   |
| ----- | ----- | ----- | ---- | ----- | ----- | ----- | ------ |
| 1 067 | 1 110 | 1 031 | 971  | 1 092 | 1 220 | 1 624 | 1 942, |

|  |

La croissance démographique du village est liée à sa proximité avec Belgrade et à sa situation à quelques kilomètres à l'est de l'Ibarska magistrala, la « route de l'Ibar ».

### Données de 2002
Pyramide des âges (2002)
En 2002, l'âge moyen de la population était de 41,5 ans pour les hommes et 44,6 ans pour les femmes.
Répartition de la population par nationalités (2002)
En 2002, les Serbes représentaient 95,81 % de la population.

### Données de 2011
En 2011, l'âge moyen de la population était de 44,9 ans, 43,1 ans pour les hommes et 46,9 ans pour les femmes.

## Tourisme
Dans le village, la « Zornića Kuća » (la « maison Zornić ») offre des possibilités de restauration et d'hébergement en gîtes.